# Земиро, Зохар
Зохар Земиро (ивр. זוהר זימרו) — израильский легкоатлет эфиопского происхождения, который специализируется в марафоне. На олимпийских играх 2012 года занял 81-е место, показав результат 2:34.59. Занял 39-е место на чемпионате мира 2013 года в Москве. Финишировал на 38-м месте на чемпионате Европы 2010 года — 2:36.58.
Родился в Эфиопии, но когда ему было 10 лет он вместе с семьёй иммигрировал в Израиль.

## Достижения
- 10-е место на Роттердамском марафоне 2011 года — 2:14.28
- 14-е место на Роттердамском марафоне 2013 года — 2:16.50